# Pomarea pomarea
Pomarea pomarea е изчезнал вид птица от семейство Monarchidae.

## Разпространение
Видът е разпространен във Френска Полинезия.